# Tanypus rufus
Tanypus rufus är en tvåvingeart som först beskrevs av Johann Wilhelm Meigen 1830.  Tanypus rufus ingår i släktet Tanypus och familjen fjädermyggor.
Artens utbredningsområde är Tyskland. Inga underarter finns listade i Catalogue of Life.